# Wilhelm Hasselmann

Wilhelm Hasselmann vor seiner Emigration (ca. Ende 1870er/Anfang 1880er Jahre)

Wilhelm Hasselmann (geboren am 25. September 1844 in Bremen; gestorben am 25. Februar 1916 in New York, USA) war ein sozialistischer Politiker im Deutschen Reich des 19. Jahrhunderts und Redakteur bei verschiedenen frühen sozialdemokratischen Zeitungen.
Als Mitglied der Vorläuferparteien der SPD – dem Allgemeinen Deutschen Arbeiterverein (ADAV) und (nach dessen Fusion mit der marxistischen SDAP) der Sozialistischen Arbeiterpartei Deutschlands (SAP) – war er in den Jahren 1874 bis 1877 (2. Deutscher Reichstag) und von 1878 bis 1880/81 (4. Deutscher Reichstag) Abgeordneter im Reichstag des deutschen Kaiserreiches. Er wurde 1880 wegen sozialrevolutionär-anarchistischer Ambitionen als Dissident aus der SAP ausgeschlossen. Dies und die zu der Zeit in Deutschland herrschenden Repressionen gegen jegliche sozialistische Betätigung durch das Sozialistengesetz veranlassten Hasselmann zur Emigration in die USA. Dort engagierte er sich bis Mitte der 1880er Jahre in mehreren sozialrevolutionären Gruppierungen; dann zog er sich zusehends von politischen Aktivitäten zurück. 
Im Jahr 1888 erhielt er die US-amerikanische Staatsbürgerschaft.

## Politische Biografie
Hasselmann war der Sohn eines Bremer Leinenhändlers. Er war evangelisch getauft, entwickelte sich als Erwachsener zum Atheisten und trat somit aus der Kirche aus.
Nach dem Abschluss der Gymnasialbildung in Bremen besuchte Wilhelm Hasselmann in den Jahren 1860 bis 1863 die Polytechnische Schule in Hannover. Er studierte von 1864 bis 1867 – zunächst in Göttingen, dann in Berlin – und kam in Kontakt zur Arbeiterbewegung in Preußen, für die er sich journalistisch engagierte und sein Studium aufgab.

### Einstieg in die Politik und Parteikarriere im ADAV
Im Jahr 1866 trat Hasselmann dem drei Jahre zuvor auf Initiative von Ferdinand Lassalle gegründeten Allgemeinen Deutschen Arbeiterverein (ADAV) bei, der ersten parteipolitischen Organisation der deutschen Arbeiterbewegung und Vorläuferpartei der späteren SPD. Er wurde Redakteur der Parteizeitungen Der Social-Demokrat und Der Agitator, die unter der Leitung des späteren, 1867 ins Amt des Parteipräsidenten gewählten Johann Baptist von Schweitzer standen. Mit seinen Artikeln gewann Hasselmann rasch Einfluss auf die Entwicklung der Parteilinie, obwohl seine Haltung gegenüber dem autokratisch auftretenden von Schweitzer eher unangepasst war.
Als von Schweitzer nach der Gründung des deutschen Kaiserreichs infolge der Aufdeckung geheimer Absprachen mit der preußischen Regierung unter Otto von Bismarck im Jahr 1871 vom Parteivorsitz zurücktreten musste, und schließlich auch die Partei verlassen hatte, gehörte Hasselmann zu den Förderern Wilhelm Hasenclevers, der unter seinem Einfluss im selben Jahr (1871) zum neuen Präsidenten des ADAV gewählt wurde und damit begann, die Partei neu zu strukturieren. Anschließend arbeiteten Hasenclever und Hasselmann politisch und journalistisch eng zusammen. Beide gaben gemeinsam die Socialpolitischen Blätter heraus. Der Social-Demokrat und Der Agitator wurden zur neuen Parteizeitung Der neue Social-Demokrat zusammengefasst; Hasselmann blieb deren inhaltlich prägender Redakteur. Hasselmann arbeitete auch für verschiedene andere teils regionale Arbeiterzeitungen, von denen er einige selbst gründete und deren verantwortlicher Chefredakteur er war. Der ADAV wuchs von 5.300 Mitgliedern im Jahr 1871 auf mehr als 19.000 Parteiangehörige bis zum Jahreswechsel 1873/74 an. Der Neue Social-Demokrat erhöhte bis dahin seinen Kundenstamm auf eine Anzahl von über 11.000 Abonnenten. Erstmals versuchte Hasselmann in seinem Artikel „Das Judentum“, Karl Marx’ Artikel Zur Judenfrage in einem antisemitischen Sinn auszulegen.

### Reichstagsmandate, Radikalisierung, Sozialistengesetz
Bei der Reichstagswahl am 10. Januar 1874 wurde Hasselmann (für die heute zu Wuppertal gehörenden Wahlbezirke Elberfeld und Barmen) erstmals in den Reichstag gewählt und war dort einer von drei Abgeordneten des ADAV (die beiden anderen waren Otto Reimer und Wilhelm Hasenclever). 
Bei der parlamentarischen Arbeit kam es bei den zusammengenommen neun Mandatsträgern der bis dahin konkurrierenden Parteien der oppositionellen Sozialdemokratie – ADAV und SDAP – zu einer inhaltlichen Annäherung, auch wegen des sich verstärkenden Drucks durch die antisozialistischen und antigewerkschaftlichen Bestrebungen des Reichskanzlers Otto von Bismarck. Hasselmanns Haltung gegenüber der preußisch-konservativ dominierten Regierungspolitik geriet unter den Einfluss des zwei Jahre jüngeren SDAP-Abgeordneten Johann Most, der ein Vertreter des sozialrevolutionären linken Flügels der SDAP war. Hasselmann radikalisierte sich in eine zunehmend staatsablehnende anarchistische Richtung.
Im Jahr 1875 schlossen die führenden Protagonisten der beiden Arbeiterparteien, Hasenclever und Wilhelm Liebknecht, der Wortführer der SDAP, einen Kompromiss. Bei einem gemeinsamen Parteitag beschlossen ADAV und SDAP ihre Vereinigung. 
Hasselmann hatte neben Liebknecht einen maßgeblichen Einfluss auf die Ausarbeitung des Gothaer Programms der neu konstituierten SAP (Sozialistische Arbeiterpartei Deutschlands).
Karl Marx, ideeller Impulsgeber für die Gründung der vormaligen SDAP, bezeichnete Hasselmann in seiner im Londoner Exil verfassten Kritik des Gothaer Programms spöttelnd als den „Berliner Marat“. 
Damit kritisierte Marx zwei Dinge: 
- die Anpassung der SDAP an die ursprünglich reformerischen und nationalstaatlichen Vorstellungen des ADAV, geprägt durch dessen Gründer Ferdinand Lassalle
- die seiner Auffassung nach verfehlten kleinbürgerlichen, romantisch-verklärten Positionen der anarchistisch beeinflussten Flügel der ADAV und der SDAP.

Hasselmanns Einfluss auf die neu konstituierte SAP nahm in den folgenden Jahren ab.
Als er 1876/77 die zunächst als Flugschrift, dann als revolutionäres Wochenblatt konzipierte Zeitung Die Rote Fahne herausgegeben hatte (nicht zu verwechseln mit dem gleichnamigen KPD-Organ des 20. Jahrhunderts), war Hasselmann in Konflikt mit August Bebel, einem der führenden SAP-Abgeordneten, geraten. Der warf ihm vor, mit seiner Zeitung das neue Parteiorgan der Sozialdemokratie, den Vorwärts, hinter dem Rücken des Parteivorstands (zu der Zeit bezeichnet als Zentralwahlkomitee) verdrängen und damit die Spaltung der SAP betreiben zu wollen.
Im Jahr 1878 verschärfte sich die Situation für die gesamte Sozialdemokratie in Deutschland, nachdem es innerhalb weniger Wochen zu zwei – wenn auch erfolglosen – Attentaten auf Kaiser Wilhelm I. durch parteifremde Einzeltäter gekommen war. Bismarck nahm diese Anschläge zum Anlass, um mit der Stimmenmehrheit der Konservativen und der meisten Nationalliberalen das repressive Sozialistengesetz (Originaltitel: „Gesetz gegen die gemeingefährlichen Bestrebungen der Sozialdemokratie“) durchzusetzen, das – jährlich verlängert – letztlich für 12 Jahre zum Verbot aller sozialdemokratischen Unterorganisationen, ihrer Öffentlichkeitsarbeit und damit auch zur Zerschlagung der linken Presse im Reich führte. Lediglich in den Länderparlamenten und im Reichstag konnten sich die Abgeordneten der SAP noch legal und offiziell betätigen.

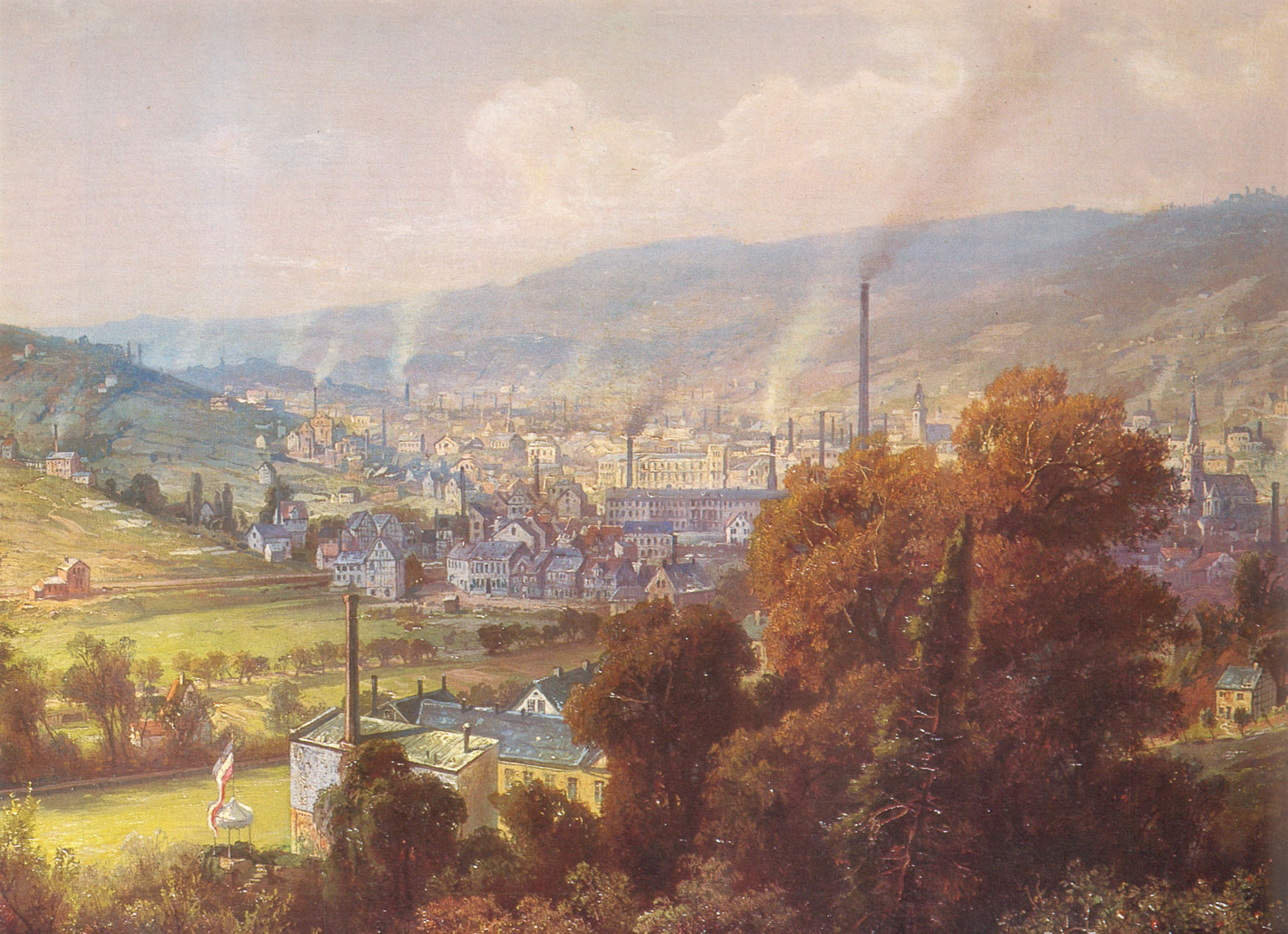
Der Wahlkreis, in dem Hasselmann besonders erfolgreich war: Das hochindustrialisierte Barmen um 1870; Gemälde von August von Wille (Ausschnitt)

Obwohl Hasselmann mit seinen radikalen Positionen nicht nur in konservativ regierungstreuen Kreisen, sondern auch innerhalb der Partei inzwischen einen schweren Stand hatte, genoss er bei der Basis seines Wahlkreises Elberfeld und Barmen (heute Wuppertal) im rheinpreußischen Regierungsbezirk Düsseldorf eine hohe Popularität – insbesondere in den Arbeitervierteln. Seine Beliebtheit bei den unterprivilegierten Bevölkerungsschichten drückte sich beispielsweise in einem zu der Zeit vor Ort verbreiteten Kinderreim aus: „Jetzt wählen wir den Hasselmann dann kost das Brodt en Kastemann“ („Kastemann“: Umgangssprachlicher Ausdruck für eine Kleinmünze im heutigen Wert von etwa 0,03 €). Wilhelm Hasselmann war 1878 für diesen Wahlkreis, in dem er seit 1876 die regionale Parteizeitung Bergische Volksstimme herausgab, erneut in den Reichstag gewählt worden.
Auch im parlamentarischen Rahmen forderte er aktiven Widerstand gegen die antisozialistischen Repressionen durch die Behörden und rief in den parteiinternen Gremien als auch in nunmehr illegal verbreiteten sozialistischen Publikationsorganen zu offener Gewalt gegen die – oft als Kanzlerdiktatur bezeichnete – Bismarcksche Unterdrückungspraxis auf. Beispielhaft nahm er dabei positiven Bezug zu den wiederholten Anschlägen russischer Sozialrevolutionäre gegen Zar Alexander II.
Nach dem Mandatsverlust von Johann Most war Hasselmann in der Legislaturperiode ab 1878 der Einzige, der in der neun Mitglieder starken Reichstagsfraktion der SAP unverhohlen Positionen mit einer anarchistischen Tendenz vertrat, wodurch er sich zunehmend einer politischen Isolation ausgesetzt sah.

### Parteiausschluss, Emigration in die USA

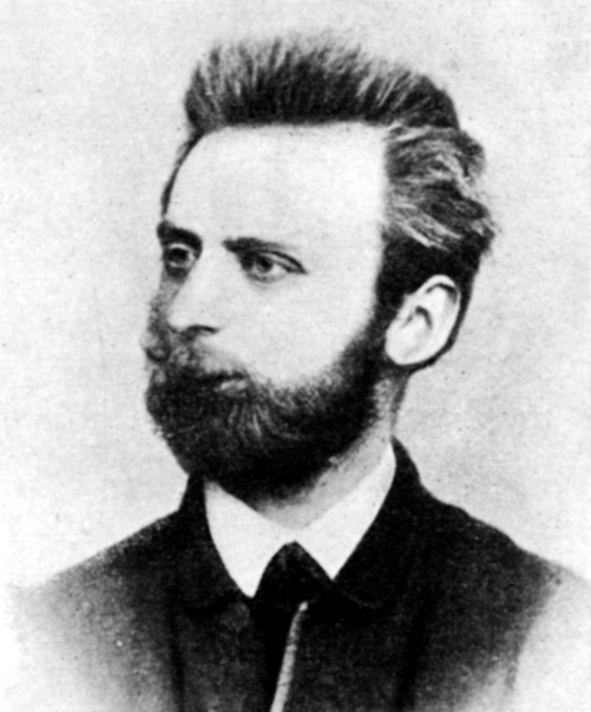
Johann Most, der ebenfalls auf dem Wydener Kongreß der SAP ausgeschlossen wurde, übte wesentlichen politischen Einfluss auf Hasselmann aus (Fotografie 1879)

Im August 1880 wurde Wilhelm Hasselmann auf dem ersten (Exil-)Parteitag der SAP seit Inkrafttreten des Sozialistengesetzes auf Schloss Wyden im Schweizer Kanton Zürich aufgrund seiner auch innerparteilich oppositionellen Agitation schließlich aus der Partei ausgeschlossen. Zusammen mit seinem Parteiausschluss wurde auch derjenige gegen Most, der bereits drei Monate zuvor ausgesprochen worden war, formell bestätigt. Most befand sich seit Inkrafttreten des Sozialistengesetzes im Exil in London, wo er die illegal in Deutschland verbreitete Zeitschrift Freiheit herausgab, in der nicht nur das bismarcksche System angegriffen wurde, sondern sich auch zunehmend kritische bis polemisierende Artikel gegen die in den Augen von Most und Hasselmann zu gemäßigte Haltung der Parteiführung der SAP fanden. Auch Hasselmann hatte einige Artikel für die Freiheit verfasst. Mit dem Ausschluss der beiden bekanntesten Protagonisten des Anarchismus in der deutschen Sozialdemokratie hofften deren führende Vertreter, ihnen voran Ignaz Auer, der auch August Bebel für seine Position gewinnen konnte, sich des radikal sozialrevolutionären Flügels der Partei zu entledigen und damit der antisozialistischen Propaganda der regierungsfreundlichen Parteien und deren Presse die Grundlage zu entziehen.
Hasselmann, der auf dem Parteitag selbst nicht anwesend war, gab sein formell bis 1881 gültiges Parlamentsmandat auf. Wenige Wochen nach seinem Parteiausschluss emigrierte er in die USA und ließ sich in New York nieder. Auch dort versuchte er durch die Gründung verschiedener revolutionär-sozialistischer Vereine politisch Fuß zu fassen, blieb damit aber letztlich erfolglos. Nachdem die von Hasselmann begründete „Amerikanische Arbeiterzeitung“ gescheitert war, stellte er ab 1885/86 seine öffentlichen politischen Aktivitäten ein. Im Jahr 1888 erhielt er die amerikanische Staatsbürgerschaft. Seinen Lebensunterhalt konnte er sich unter anderem durch den späteren Betrieb eines Bierlokals in New York sichern.
Wilhelm Hasselmann starb 1916 – von der Öffentlichkeit unbeachtet – im Alter von 71 Jahren.

## Werke
- Sozial-politische Blätter zur Unterhaltung und Belehrung für die deutschen Arbeiter. Ihring, Berlin 1873–1874 (Jg. 1. 1873, Lieferg 1. Jg. 2. 1874, Lieferg 12, Nr 3. Hrsg. u. red. v. W. Hasenclever; W. Hasselmann)
- Die Regierung des Deutschen Reichs und der Deutsche Reichstag in ihrer Stellung zur Sozialdemokratie. Die Reden des Preußischen Ministers Eulenburg und der Abgeordneten Hasselmann und Bamberger in der Reichstagssitzung am 29. Januar 1876. Verlag der Genossenschafts-Buchdruckerei, Leipzig 1876
- Die Angelegenheit Fritzsche-Hasselmann vor dem Deutschen Reichstage. Stenographischer Bericht über die Reichstagssitzung am 19. Februar 1879. Verlag der Genossenschafts-Buchdruckerei, Leipzig 1879
- Die Angelegenheit Fritzsche-Hasselmann vor dem deutschen Reichstage am 23.Februar 1880. Antrag des Abgeordneten Wilhelm Hasenclever. Verlag der Genossenschafts-Buchdruckerei, Leipzig 1880